# П'ять спецій (суміш)
Суміш із п'яти спецій (кит. трад.: 五香粉; піньїнь: wǔxiāng fěn) — суміш спецій із п'яти або більше спецій, яка використовується переважно майже у всіх регіонах китайської кухні. П'ять смаків спецій (солодкий, гіркий, кислий, солоний і пікантний) відносяться до п'яти традиційних китайських елементів. Додавання восьми інших спецій створює порошок із тринадцяти спецій (十三香), який використовується рідше.

## Інгредієнти
Хоча існує багато варіантів, поширеною сумішшю є:
- Бодян (bājiǎo 八角)
- Гвоздика (dīngxiāng 丁香)
- Китайська кориця (ròuguì 肉桂)
- Сичуанський перець (huājiāo 花椒)
- Насіння фенхелю (xiǎohuíxiāng 小茴香)

Інші рецепти можуть містити насіння анісу, корінь імбиру, мускатний горіх, куркуму, стручки Amomum villosum (shārén 砂仁), стручки кардамону Amomum (báidòukòu 白豆蔻), солодки, цедри мандарина або калгану.
У Південному Китаї Cinnamomum loureiroi і цедра мандарина зазвичай використовуються як замінники Cinnamomum cassia і гвоздики відповідно. Разом ці інгредієнти створюють характерний дещо інший смаковий профіль південних порошків із п'ятьма спеціями. В одному дослідженні чотирма стандартними методами досліджувалася потенційна антиоксидантна здатність китайського порошку з п'яти спецій (що складається з сичуанського перцю, насіння фенхелю, кориці, зірчастого анісу та гвоздики) з різним співвідношенням окремих інгредієнтів спецій. Результати показують, що гвоздика є основним фактором високої антиоксидантної здатності порошку з п'яти спецій, тоді як інші чотири інгредієнти сприяють смаку.

## Використання
П'ять спецій можна використовувати з жирним м'ясом, таким як свинина, качка або гуска. Використовується як спеція для натирання курки, качки, свинини та морепродуктів, у рецептах приготування червоних страв або додається до паніровки для смажених страв П'ять спецій використовується в рецептах смаженої качки по-кантонськи, а також тушкованої яловичини. Велику популярність мають і консерви зі свинини зі спеціями. П'ять спецій використовується як маринад для смаженої курки по-в'єтнамськи. Порошкова суміш із п'яти спецій наслідувала китайську діаспору та була включена в інші національні кухні по всій Азії.
На Гаваях деякі ресторани ставлять шейкер зі спеціями на стіл кожного клієнта. Приправлену сіль можна легко приготувати шляхом сухого обсмажування звичайної солі з порошком п'яти спецій на слабкому вогні на сухій сковороді, доки спеції та сіль добре не змішаються.
Порошок із п'яти спецій також може додати складності та пікантності як солодощам, так і солоним стравам. Він традиційно використовується як антисептик і використовується для лікування травлення.